# Tiskilwa
Tiskilwa est un village du comté de Bureau dans l'Illinois, aux États-Unis,. Fondé en 1834, il est incorporé le 2 avril 1890.

## Démographie
Lors du recensement de 2010, le village comptait une population de 829 habitants. Elle est estimée, en 2016, à 785 habitants.